# Mactel
Il termine Mactel è nato per indicare il binomio tra 2 colossi del panorama informatico mondiale, Apple (di cui vengono prese le iniziali del proprio sistema operativo macOS) e Intel, leader indiscusso della produzione di microprocessori.
Apple ha da sempre abituato i propri clienti ad architetture diverse dalla classica x86 utilizzata nei normali pc. Prima utilizzando i processori Motorola, e poi i PowerPC di IBM, Apple si è ritagliata una propria fetta di appassionati, soprattutto nell'ambito professionale. A giugno 2005, Apple annunciò che, data la scarsa innovazione portata avanti da IBM sull'architettura PowerPC, in particolare sui processori G5, sarebbe passata all'architettura Intel a partire dal processore Core Duo Yonah.
È proprio a questi sistemi, prodotti da Apple ma basati su architettura Intel, che vengono chiamati Mactel, in modo da distinguerli facilmente dai predecessori, e prendendo come spunto il termine Wintel utilizzato invece con una connotazione per indicare il duopolio dell'architettura Intel abbinata al sistema operativo Windows di Microsoft.